# Boven-Kamahoogte

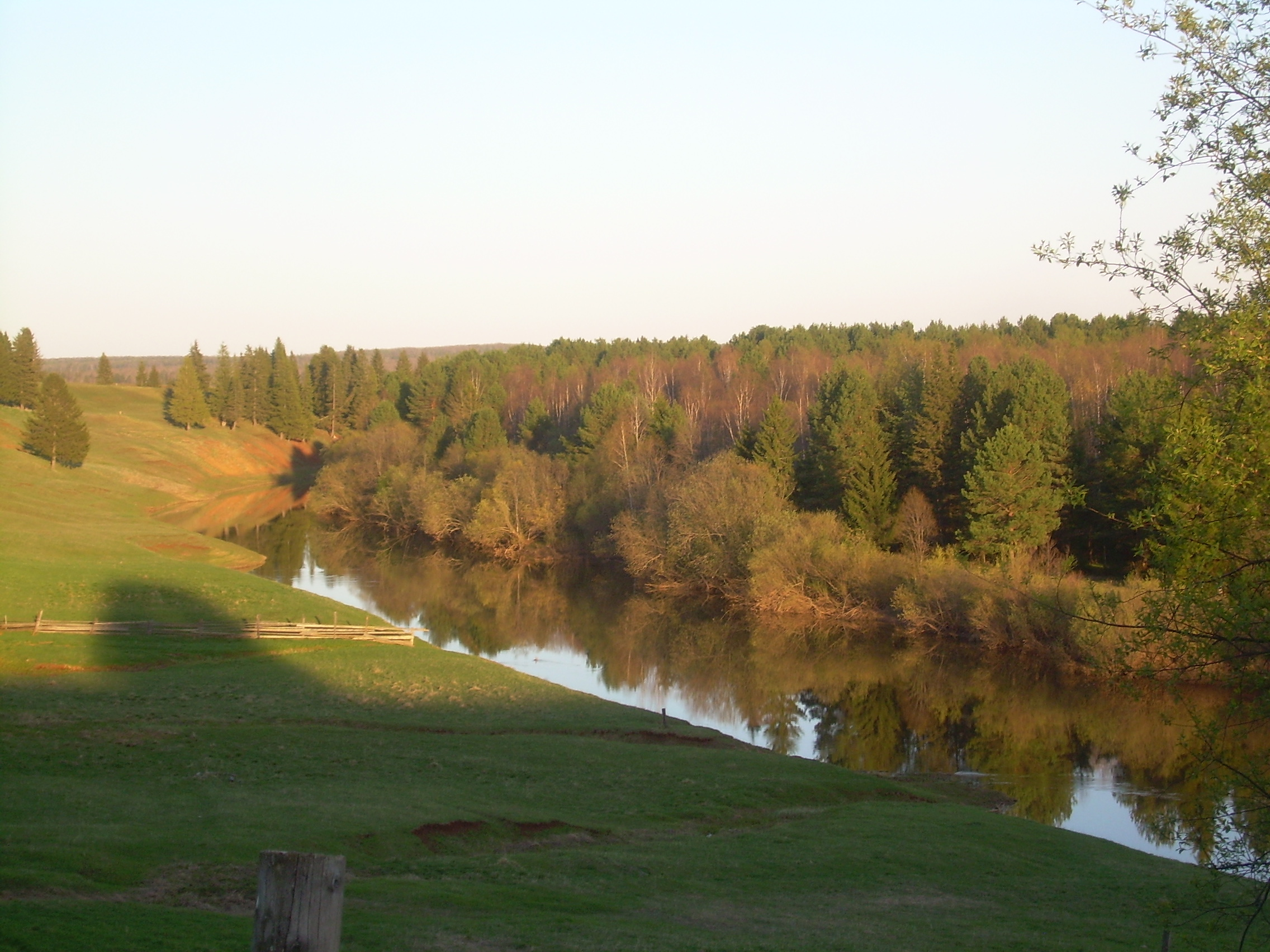
De bovenloop van de Kama bij Sergino (rayon Balezino, Oedmoertië)

De Boven-Kamahoogte (Russisch: Верхнекамская возвышенность; Verchnekamskaja vozvymennost) is een heuvelrug in het oosten van Europees Rusland met de bovenloop van diverse rivieren, waaronder de Kama en de Tsjeptsa. Administratief ligt de hoogte in het grensgebied van de republiek Oedmoertië, de kraj Perm en de oblast Kirov.
Het reliëf in het hoogste gedeelte varieert van 300 tot 335 meter en gemiddeld varieert de hoogte van 240 tot 280 meter. Het hoogste punt is met 337 meter de berg Krasnojar in het rayon Afanasjevo (oblast Kirov). 
Het heuvelland bestaat uit klei, mergel en zand en is erg ingesneden in het landschap. Het gebied is voor het grootste deel bedekt met naaldbos.
Op de oostelijke hellingen van de hoogte liggen de bronnen van de rechterzijrivieren van de Kama: de Kosa, de Inva en de Obva. Op een andere uitloper bevindt zich de bron van de Kama zelf. 